# Сан Лигорио (Лече)
Сан Лигорио (итал. San Ligorio) је насеље у Италији у округу Лече, региону Апулија.
Према процени из 2011. у насељу је живело 47 становника. Насеље се налази на надморској висини од 31 м.